# Río Kuzhora
El río Kuzhora (en ruso: Кужора es un río de la república de Adiguesia, en Rusia, afluente por la izquierda del río Seral, tributario de la cuenca hidrográfica del Kubán.

## Curso
Nace en las inmediaciones al oeste de Majoshepoliana (44°36′53″N 40°17′20″E / 44.61472, 40.28889). Tiene unos 31 km de longitud y desemboca en el Seral  a la altura de Kuzhorskaya (44°39′07″N 40°18′01″E / 44.65194, 40.30028). Hasta esta localidad no atraviesa ninguna localidad, aunque Karmir-Astj se encuentra a poca distancia de la orilla izquierda de su curso medio.